# Наказание — не мщение
«Наказание — не мщение» или «Кара без мщения» (исп. El castigo sin venganza) — историческая пьеса испанского драматурга Лопе де Веги, написанная в 1631 году, впервые поставленная на сцене в 1632 году и опубликованная в 1634.
Пьеса рассказывает о реальных событиях, которые произошли в 1425 году в Ферраре. Местный герцог расправляется со своей супругой Кассандрой, на которой когда-то женился насильно, и со своим внебрачным сыном, влюбившимся в мачеху. При этом он апеллирует к «государственному долгу», но автор явно сочувствует погибшим. Источником материала для Лопе стала одна из новелл Маттео Банделло.
Сохранилась рукопись пьесы, датированная 1 августа 1631 года. Известно, что к началу 1632 года Лопе де Вега получил разрешение цензуры на постановку, в феврале состоялся первый спектакль, однако сразу после него пьесу исключили из театрального репертуара. Причины этого остаются неясными. Возможно, цензоры или какие-то представители придворных кругов увидели в пьесе опасные отсылки к семейной драме, героями которой были король Испании Филипп II и его сын дон Карлос. Тем не менее в 1634 году «Наказание — не мщение» было опубликовано в Барселоне отдельной книгой, а в 1635 году вошло в состав очередной части собрания сочинений Лопе.
Пьеса стала одним из самых известных произведений Лопе. В 1660-х годах её перевели на голландский язык, в XIX веке — на французский и польский, в 1913 году вышел первый русский перевод.